# 中川奈美
中川奈美（なかがわ なみ，1975年4月4日—）是一位來自日本爱媛县宇和島市的女性歌手、聲優 。其經紀公司為MIT Artists。

## 生平
3岁开始弹钢琴，小学时开始參加學校合唱部以及宇和島少年少女合唱団。她先後畢業於愛媛縣立宇和島東高等学校以及亞細亞大學，之後加入了シェイクスピア・シアター。

## 作品

### 配信单曲
- 2023年3月23日 proud hero（TV动画《英雄传说 闪之轨迹：北方战役》片尾曲）

## 外部連結
- Nakagawa Nami - 公式サイト
- 中川奈美 of MIT Artists （页面存档备份，存于） - MITギャザリングでのプロフィール
  - パワー・ライズ所属時の公式プロフィール，存于
- 中川奈美的X（前Twitter）
- 中川奈美的Instagram帳戶
- 中川奈美的Facebook專頁
- YouTube上的中川奈美Nami Nakagawa頻道